# Грайворон
Грайворон (на руски: Грайворон) е град в Русия, административен център на Грайворонски район, Белгородска област. Населението на града към 1 януари 2018 година е 6449 души.

## История
Селището е основано през 1678 година, през 1838 година получава статут на град.

## География
Градът е разположен по бреговете на реките Ворскла и Грайворонка, в близост до границата с Украйна, на 78 километра от град Белгород.